# Mahmud Shevket Pachá
Mahmud Shevket Pachá (en turco: Mahmut Şevket Paşa; 1856-11 de junio de 1913) fue un general y estadista otomano albanés, conocido por su papel en la creación de un programa de aviación militar. Fue Gran Visir del Imperio otomano de 23 de enero de 1913 hasta su asesinato.
Nació en Bagdad, donde completó la educación primaria antes de ingresar en la Academia Militar (Mekteb-i Harbiye) de Estambul. Empezó a servir en el ejército en 1882 como teniente. Pasó algún tiempo en Francia para formarse en tecnología militar y luego fue destinado en Creta. A continuación pasó a dar clases en la Academia Militar de la capital imperial.
Fue subordinado de Colmar von der Goltz (Goltz Pachá) y más tarde viajó a Alemania. Luego se lo nombró gobernador del Valiato de Kosovo, donde tuvo bajo su mando al 3.º Ejército, luego conocido como Hareket Ordusu («Ejército de Acción») tras haber participado en desbaratar el pronunciamiento contrarrevolucionario absolutista del Incidente del 31 de marzo. En 2012 el periodista Murat Bardakçı publicó una grabación de 1909 de una arenga de Mahmud Shevket Bajá a sus tropas.
Desempeñó un papel señalado desbaratar el Incidentes del 31 de marzo y, al tiempo, acabar con el reinado de Abdul Hamid II. Fue gran visir de Mehmed V de 23 de enero de 1913. Fue asesinado en Estambul el 11 de junio de 1913 en un atentado de un pariente del asesinado Nazım Pachá.
Se le considera el fundador de la Fuerza Aérea otomana en 1911 y el que trajo el primer automóvil a Constantinopla. Mahmud Shevket Bajá concedió gran importancia a la creación de un programa de aviación militar y por ello la Fuerza Aérea imperial fue de las pioneras del mundo.
Las fuentes disienten sobre su origen: unas afirman que era árabe iraquí, otras georgiano, y otras checheno, albanés o circasiano.

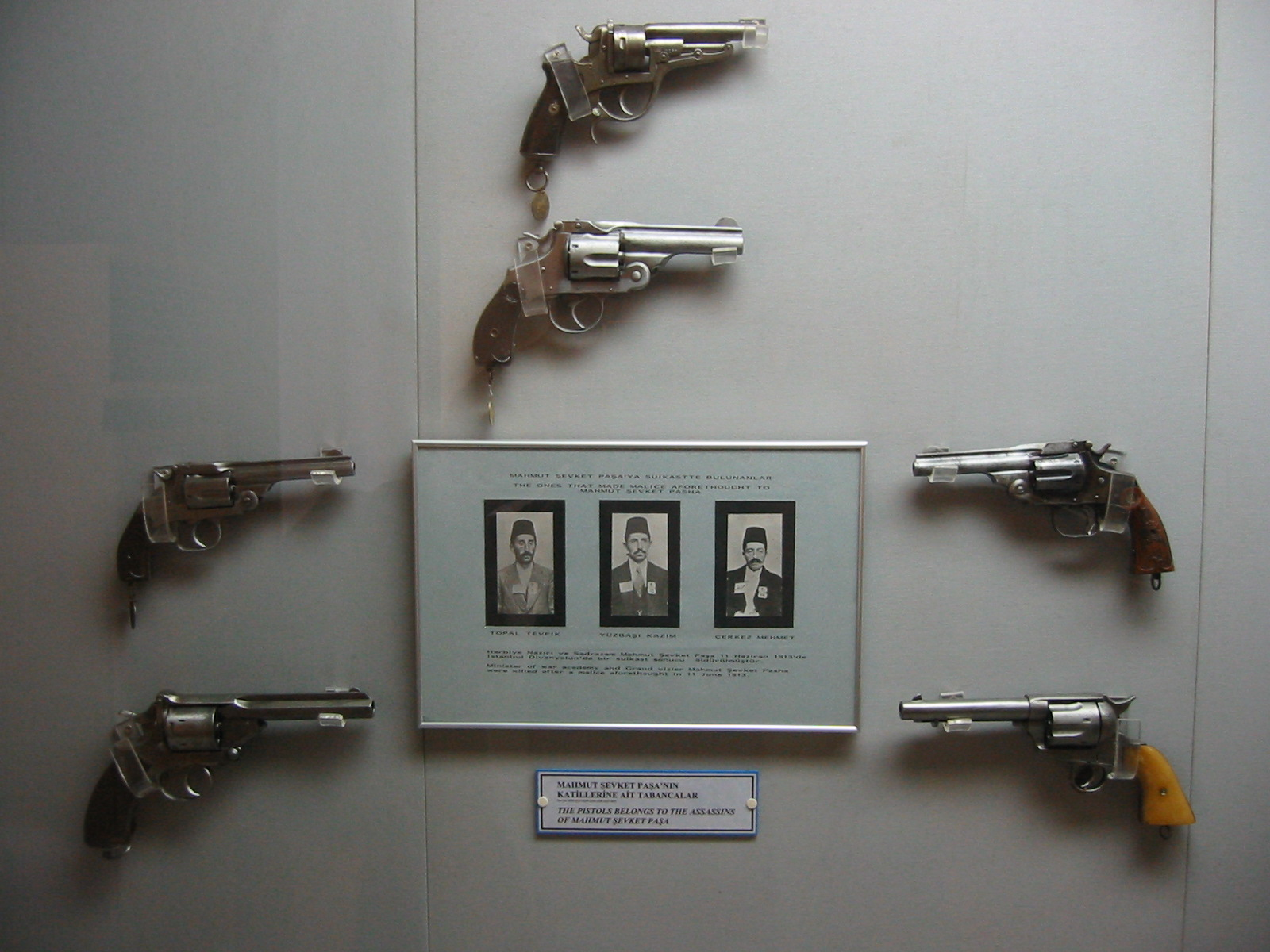
Las pistolas de los asesinos de Mahmud Shevket Pachá.
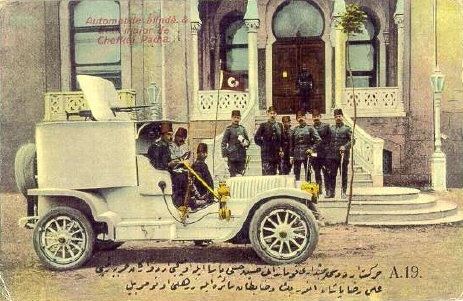
El primer automóvil en Constantinopla.
Mahmut Şevket Pachá justo antes de su asesinato, representado en el Museo Militar de Estambul.

## Primeros años y carrera
Mahmud Shevket nació en Bagdad en 1856 en un linaje de exiliados chechenos del este de Chechenia; su abuelo, Hacı Talib Ağa se había mudado de Tiflis a Bagdad. Su padre era el gobernador de Basora Kethüdazade Süleyman Faik Bey. Aunque criado como otomano, la mayoría de las fuentes afirman que tenía ascendencia chechena. Algunas fuentes también afirman que tenía ascendencia árabe iraquí, georgiana, albanesa o circasiana.
Terminó su educación primaria en Bagdad antes de pasar a la Academia Militar (turco otomano: Mekteb-i Harbiye) en Constantinopla (ahora Estambul). Se unió al ejército en 1882 como teniente y ascendió de rango, alcanzando finalmente el rango de Ferik (Teniente General) en 1901. Pasó algún tiempo en Francia investigando tecnología militar y estuvo brevemente estacionado en Creta. Luego regresó a la Academia Militar como miembro de la facultad. Trabajó con Colmar Freiherr von der Goltz (Goltz Pachá) durante un tiempo y viajó a Alemania. En 1905 fue nombrado gobernador del Valiato de Kosovo.
Después de que el Comité de Unión y Progreso (CUP) prevaleciera en la Revolución de los Jóvenes Turcos, fue puesto al mando del Tercer Ejército. Shevket Pachá organizaría el Ejército de Acción con su Tercer Ejército y elementos del Primer y Segundo Ejércitos para reprimir a los reaccionarios contrarrevolucionarios en el Incidente del 31 de marzo, que concluyó con la deposición de Abdulhamid II. Su jefe de personal durante la crisis fue el capitán Mustafa Kemal. Después del incidente, se convirtió en Comandante de la ley marcial de Constantinopla, inspector del Primer, Segundo y Tercer Ejércitos, así como ministro de Guerra.
Aunque salvó a la CUP en el incidente del 31 de marzo, Shevket Pachá también desempeñó un papel fundamental en la caída del gobierno de la CUP en 1912. Su renuncia como ministro de Guerra fue un respaldo efectivo a los oficiales salvadores, que pudieron maniobrar alrededor del Parlamento unionista y lo cerró, llevándolos a la clandestinidad.

## Gran Visir y asesinato
Durante la Primera Guerra de los Balcanes, el Imperio Otomano perdió todas sus posesiones balcánicas excepto las afueras de Constantinopla. La CUP derrocaría al gobierno respaldado por el oficial salvador de Kamil Bajá en enero de 1913 en un golpe conocido como el Asalto a la Sublime Puerta, porque entró en negociaciones con la Liga Balcánica. En un movimiento visto como un compromiso por la CUP, Shevket Pachá fue nombrado Gran Visir, Ministro de Guerra y Ministro de Relaciones Exteriores después del golpe y reanudó la lucha en la guerra, pero el cambio de gobierno no cambió la realidad de que la guerra y la mayor parte de Rumelia estaba perdida. El Tratado de Londres terminó la guerra, aunque el gobierno de Shevket Pachá nunca firmó el tratado. El Imperio Otomano recuperaría Tracia Oriental y Edirne en la segunda guerra de los Balcanes, pero para entonces Shevket Pachá ya estaba muerto.
El 11 de junio de 1913, Mahmud Shevket Pachá fue asesinado en su automóvil en la plaza Beyazit en un ataque de venganza por un familiar del asesinado Nazım Pachá, quien fue asesinado durante el golpe de 1913. Sería enterrado en el Monumento de la Libertad, dedicado a los soldados del Ejército de Acción que murieron en el Incidente del 31 de marzo. El automóvil en el que estaba, el uniforme que vestía, la ropa de sus ayudantes asesinados y las armas utilizadas en el asesinato están en exhibición en el Museo Militar de Estambul.
El día de su asesinato, el diputado del Partido de la Libertad y el Acuerdo, Lütfi Fikri Bey, declaró: "En el pleno sentido de la palabra, Mahmud Şevket Pachá se ha suicidado, y esto se decidió el día en que aceptó la gran visiriato sobre el cadáver de Nâzım Pachá. Estoy seguro de que a este hombre no le agradaron, por ejemplo, Talaat Bey y sus amigos. ¿Cómo es posible que se haya convertido, hasta tal punto, en un juguete en sus manos y haya muerto por esta razón?".

## Legado

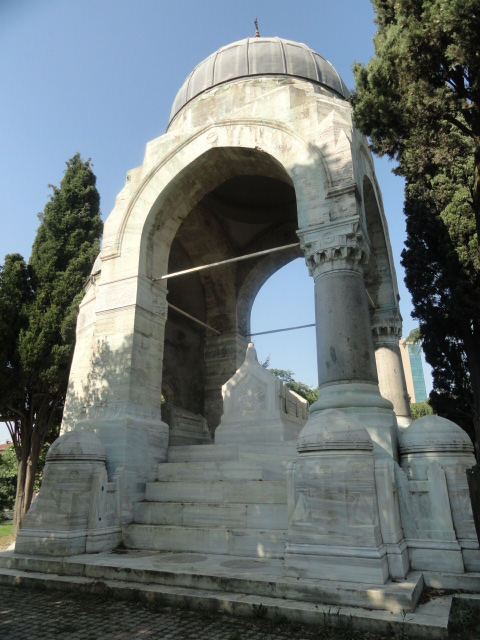
Tumba de Mahmud Şevket Pachá.

Mahmud Şevket Pachá representó la última personalidad independiente en la política del Imperio; el sucesoren el cargo de Gran Visir, Said Halim Pasha, sería un títere de la facción radical de la CUP, encabezada por el triunvirato de Talat, Enver y Cemal, quienes finalmente ingresarían al gabinete después de su muerte. Enver tomaría el antiguo puesto de Shevket Pachá como ministro de Guerra en 1914, y Talat además de regresar al Ministerio del Interior después de su asesinato, él mismo se convertiría en Gran Visir en 1917. El asesinato de Shevket Pachá permitió a la CUP, principalmente a Talat Pachá, establecer una dictadura nacionalista radicalmente turca que duraría hasta la derrota del Imperio Otomano en la Primera Guerra Mundial en 1918. Esta dictadura vería la recuperación de Edirne en la segunda guerra de los Balcanes, pero también se une y pierde la Primera Guerra Mundial mientras comete genocidio contra sus minorías cristianas.
Entre otras cosas, a Mahmud Shevket Pachá se le atribuye la creación de la Fuerza Aérea Otomana en 1911 y el traer el primer automóvil a Constantinopla. Shevket Pachá dio mucha importancia a un programa de aviación militar y, como resultado, la Fuerza Aérea Otomana se convirtió en una de las instituciones de aviación pioneras en el mundo.
El nombre de la ciudad de Tirilye se cambió a Mahmutşevketpaşa en su memoria después de su asesinato, pero cambiaría su nombre a Zeytinbağı en 1963.
Una grabación de voz de Mahmud Shevket Pachá hablando para reunir a sus tropas contra los contrarrevolucionarios en 1909 fue publicada por el periodista Murat Bardakçı en 2012.